# Halowe Mistrzostwa Europy w Lekkoatletyce 2015 – sztafeta 4 × 400 m mężczyzn
Sztafeta 4 × 400 metrów mężczyzn – jedna z konkurencji biegowych rozgrywanych podczas halowych lekkoatletycznych mistrzostw Europy w hali O2 Arena w Pradze. Tytułu z poprzednich mistrzostw nie obronili Brytyjczycy.

## Rekordy
| Rekord świata | Stany Zjednoczone · (Kyle Clemons, David Verburg, Kind Butler, Calvin Smith) | 3:02,13 | Sopot, Polska     | 9 marca 2014(dts) |
| Rekord Europy | Polska · (Piotr Haczek, Jacek Bocian, Piotr Rysiukiewicz, Robert Maćkowiak)  | 3:03,01 | Maebashi, Japonia | 7 marca 1999(dts) |

## Terminarz
| Data    | Godzina |       |
| ------- | ------- | ----- |
| 8 marca | 18:55   | Finał |

## Rezultaty

### Finał
| Poz. | Tor | Reprezentacja   | Zawodnicy                                                  | Czas    | Uwagi |
| ---- | --- | --------------- | ---------------------------------------------------------- | ------- | ----- |
| 01 ! | 3   | Belgia          | Julien Watrin Dylan Borlée Jonathan Borlée Kévin Borlée    | 3:02,87 | ER    |
| 02 ! | 5   | Polska          | Karol Zalewski Rafał Omelko Łukasz Krawczuk Jakub Krzewina | 3:02,97 | NR    |
| 03 ! | 4   | Czechy          | Daniel Němeček Patrik Šorm Jan Tesař Pavel Maslák          | 3:04,09 | NR    |
| 4.   | 1   | Rosja           | Aleksiej Kenig Pawieł Sawin Nikita Wiesnin Lew Mosin       | 3:08,00 |       |
| 5.   | 2   | Wielka Brytania | Conrad Williams Jamie Bowie Jarryd Dunn Rabah Yousif       | 3:08,56 |       |
| 6.   | 6   | Irlandia        | Dara Kervick Tim Crowe Harry Purcell Brandon Arrey         | 3:10,61 |       |